# Annika Nordgren Christensen
Annika Theresia Nordgren Christensen, född 14 april 1972 i Friggeråkers församling i Skaraborgs län, är en tidigare svensk riksdagsledamot (miljöpartist).

## Biografi
Annika Nordgren Christensen började sin politiska bana som språkrör för Grön ungdom i Skaraborg och språkrör för Miljöpartiet de Gröna i Skaraborg under senare delen av 1980-talet. 1994 valdes hon in som riksdagsledamot från Skaraborgs län. I Sveriges riksdag var hon ordinarie ledamot av Försvarsutskottet och ersättare i Justitieutskottet. Hon representerade också miljöpartiet under de ärenden som det sammanslagna Försvars- och Utrikesutskottet behandlade. Under åren i riksdagen satt Nordgren Christensen också i miljöpartiets partistyrelse och i partistyrelsens arbetsutskott/valplaneringsgrupp.
Annika Nordgren Christensen var mellan 1995 och 2009 ledamot i Försvarsberedningen. Hon avgick frivilligt våren 2009. Försvarsberedningen är ett samrådsorgan mellan regeringen och riksdagens partier. Hon har också suttit i Sveriges Radios styrelse samt styrelsen för insamlingsstiftelsen Kvinna till Kvinna. Sedan 1998 har hon arbetat som pr-konsult och kommunikationsstrateg, bland annat på Skylark PR, med inriktning miljökommunikation och opinionsbildning.
2005–2006 innehade hon en tjänst som politiskt sakkunnig i regeringskansliet. Under 2007 ingick Nordgren Christensen som paneldeltagare i Global Utmanings Expertgrupp Säkerhet. Hon startade en av Sveriges första försvarsbloggar, Försvarsbloggen och har skrivit på gruppbloggen Världens blogg. Hon bloggar om försvars- och säkerhetspolitik på annikanc.com.
Annika Nordgren Christensen var marknadschef och analyschef på debattsajten Newsmill mellan 2010 och 2012. Hon driver kommunikationsbyrån Tjäderns Byrå.
Sedan 13 september 2021 är Annika Nordgren Christensen ny militärpolitisk rådgivare till Sveriges överbefälhavare Micael Bydén. Hon invaldes som ledamot av Kungliga Krigsvetenskapsakademien 2007 och som ledamot av Kungliga Örlogsmannasällskapet 2022.
Annika Nordgren Christensen är sedan 2002 gift med brigadgeneral Fhleming Christensen.